# Vie Channel
Công ty Cổ phần Vie Channel (tên cũ: Công ty Cổ phần Phát triển truyền thông Quốc tế Ánh Bình Minh; gọi tắt: Vie Channel) là một công ty chuyên sản xuất các chương trình giải trí trực thuộc Tổ hợp truyền thông Đất Việt (DatViet VAC Group Holdings). Vie Channel có các kênh truyền hình hợp tác gồm: HTV2 - Vie Channel (HTV), ON Vie Giải Trí và ON Vie Dramas (VTVCab) và là đơn vị sản xuất loạt chương trình truyền hình có lượt người xem cao như Rap Việt, Siêu trí tuệ Việt Nam, Người ấy là ai... Trụ sở chính của công ty đặt tại số 222 đường Pasteur, phường Võ Thị Sáu, quận 3, Thành phố Hồ Chí Minh.

## Lịch sử
- 2003: Thành lập Công ty Cổ phần Phát triển truyền thông Quốc tế Ánh Bình Minh - DID TV (tiền thân của Vie Channel) nhằm mục đích mang tiêu chuẩn quốc tế của ngành truyền thông vào Việt Nam, qua sự hợp tác của hệ thống truyền hình quốc gia.[3] Cùng năm đó, công ty hợp tác quản lý kênh DRT cùng Đài Phát thanh - Truyền hình Đà Nẵng.
- 2006: Hợp tác xã hội hóa kênh HTV2 cùng Đài Truyền hình TP Hồ Chí Minh.
- 16 tháng 10 năm 2010: Tái cơ cấu thành công kênh HTV2 với diện mạo mới là kênh giải trí tổng hợp.
- 2012–2013: Hợp tác với VTVCab (trước đây là VCTV) phát sóng các kênh D-Dramas (sau này là Vie Dramas), LOTTE Datviet Homeshopping (LOTTE, VTVCab & DIDTV) và Giải Trí TV (sau này là Vie Giải Trí) cùng với Le Media.
- Tháng 1 năm 2017: Công ty không còn quản lý Đài Phát thanh - Truyền hình Đà Nẵng nhưng vẫn cùng Đài quản lý kênh DRT1 (nay là Danang TV1).
- 2018–nay: Ra mắt hàng loạt chương trình, phim truyền hình tạo nên tiếng vang trong khắp cả nước như Gạo nếp gạo tẻ[4], Người ấy là ai, Siêu trí tuệ Việt Nam[5], Rap Việt[6].
- Tháng 5 năm 2019: DID TV cùng các công ty khác như Công ty Cổ phần Truyền thông Fansipan và Công ty Cổ phần Truyền thông DID sáp nhập vào Vie Channel.
- 15 tháng 6 năm 2020, phiên bản mới của VieON chính thức được tập đoàn Đất Việt VAC phát hành với chủ thể kinh doanh và cung cấp Dịch vụ là Công ty Cổ phần Vie Channel.
- 21 tháng 7 năm 2023, Công ty Vie Channel chuyển đổi chủ thể kinh doanh và cung cấp Dịch vụ ứng dụng VieON cho Công ty Cổ phần VieON.

## Sản phẩm

### Phim truyền hình
- Bản năng yêu
- Cây táo nở hoa (đồng sản xuất với VieON): Được làm lại từ bộ phim What's Wrong Poong Sang (2019) của Hàn Quốc, tập đầu tiên ra mắt đã đạt hơn 5 triệu lượt xem và lọt top 3 thịnh hành YouTube, lập kỷ lục phim truyền hình Việt Nam.[7]
- Cô Thắm về làng: Bộ phim truyền hình tết đầu tiên thực hiện theo thể loại phim ca nhạc, lấy tên một bài hát nổi tiếng của tác giả Giao Tiên.[8]
- Chọc tức vợ yêu: Chuyển thể từ truyện ngôn tình Trung Quốc Chọc tức vợ yêu, mua 1 tặng 1 của tác giả Quẫn Quẫn Hữu Yêu.
- Dòng sông huynh đệ
- Gạo nếp gạo tẻ: Được chuyển thể từ một trong những bộ phim truyền hình ăn khách của Hàn Quốc năm 2013 - Wang's Family. Phim lên sóng từ năm 2018 và trở thành bộ phim truyền hình Việt đề tài gia đình có lượt xem cao nhất trên YouTube Việt Nam. Phần 2 của bộ phim được sản xuất cùng với VieON và lên sóng vào năm 2020.
- Giấc mơ của mẹ: Được làm lại từ bộ phim All About My Mom (2015) của Hàn Quốc (đồng sản xuất với VieON).
- Hoa vương: Được làm lại từ bộ phim Flower of Queen (2015) của Hàn Quốc (đồng sản xuất với VieON).
- Hải Đường trong gió
- Khi đàn ông là số 0
- Nữ chủ
- Những cô nàng độc thân làm mẹ
- Sóng xô lẽ phải
- Số độc đắc
- Tứ hải phát tài
- Vợ tôi là số 1: Phiên bản Việt hoá từ bộ phim cùng tên của Hàn Quốc năm 2009.
- Yêu trước ngày cưới: Được làm lại từ bộ phim Chúng ta không thể làm bạn (2019) của Đài Loan (đồng sản xuất với VieON)

Và một số bộ phim khác...

### Chương trình truyền hình
- Ai cũng bật cười
- Ai là số 1
- Anh trai "say hi" [9]
- Bếp vui bùng vị
- Ca sĩ mặt nạ - The Masked Singer Vietnam
- Đưa em về nhà
- Em xinh "say hi"
- Kpop chọn lọc
- Kỳ án Đông Tây kim cổ
- Lần đầu tôi kể
- Lần đầu xuân kể
- Người ấy là ai - Who Is Single Vietnam
- Nhanh như chớp nhí - Lightning Quiz Kids Vietnam
- Phiên tòa tình yêu
- Rap Việt - The Rapper Vietnam
- Siêu trí tuệ Việt Nam - The Brain Vietnam[10].
- Siêu thử thách
- Sóng 18
- Sóng Xuân 19
- Sóng 20
- Sóng 21
- Sóng 22
- Sóng 23
- Sóng 24
- Sóng 25 - Live Concert
- Sóng Vieon
- Sống cùng D Dramas
- Sống cùng Vie Dramas
- Tài tiếu tuyệt
- Vitamin cười

Và một số chương trình khác...

### Chương trình chiếu mạng
- Ai rồi cũng nóng - 2022
- Dấu ấn hệ bản lĩnh - 2022

### Nền tảng mạng
- YouTube: Vie Channel, Vie GIẢITRÍ, VieSTARS, Vie Channel - MUSIC.
- Facebook: Vie Channel - HTV2, Vie GIẢITRÍ, Nhanh Như Chớp Nhí Vie Channel, Rap Việt Vie Channel, Người Ấy Là Ai Vie Channel, Siêu Trí Tuệ Việt Nam Vie Channel, The Masked Singer Việt Nam Ca Sĩ Mặt Nạ Vie Channel, Anh Trai Say Hi Vie Channel, Em Xinh Say Hi Vie Channel.
- Instagram: Vie Channel - HTV2, Em Xinh Say Hi Official, Rap Việt - Vie Channel.[11]
- TikTok: Vie Channel - Music, Vie Channel - Show, Vie Channel - Stars, Vie Channel - Giải trí.
- Threads: Vie Channel - HTV2, Rap Việt Vie Channel, Em Xinh Say Hi Official.

### Kênh truyền hình
- Đang quản lí: HTV2 - Vie Channel, ON Vie Giải Trí, ON Vie Dramas.
- Kênh cũ: DanangTV1, VTVCab 7,  VTVCab 10, LOTTE DatViet Homeshopping - VTVCab 14.

## Rắc rối và tranh cãi

### KiệnFPT Telecom
Ngày 6 tháng 12 năm 2018, Tòa án Nhân dân Quận 3, TP.HCM thụ lý đơn kiện của Công ty DID TV (tiền thân của Vie Channel), nhà sản xuất phim Gạo nếp gạo tẻ, đối với FPT Telecom vì vi phạm bản quyền, vi phạm các quy định pháp luật về sở hữu trí tuệ. Cụ thể, FPT Telecom đã sao chép, lưu trữ và khai thác 76 tập của bộ phim Gạo nếp gạo tẻ dưới hình thức xem phim theo yêu cầu (VOD) trên hệ thống dịch vụ truyền hình trả tiền IPTV của FPT Telecom mà không có bất kỳ thỏa thuận nào với nhà sản xuất. Sau khi tạo điều kiện cho FPT Telecom khắc phục vi phạm bằng cách trả phí bản quyền cho việc đã tự ý khai thác tập 1 đến tập 76 của bộ phim Gạo nếp gạo tẻ tính đến ngày 30 tháng 10 là 9.120.000.000 đồng (mỗi tập 120 triệu đồng) mà không nhận được phản hồi, DID TV đã nộp đơn khởi kiện mức bồi thường tương đương với phí bản quyền.

### KiệnSpotify AB
Tháng 9 năm 2020, Vie Channel chính thức khởi kiện Spotify AB. Theo nội dung khởi kiện,vào ngày 11 tháng 8 năm 2020, Vie Channel đã lập vi bằng việc xuất hiện nhiều bản ghi âm được cắt ra từ chương trình Rap Việt trên ứng dụng Spotify mà tài khoản miễn phí và tài khoản có thu phí của ứng dụng này đều có thể nghe được. Đến ngày 13 tháng 8, Vie Channel đã lập vi bằng tương tự về hành vi vi phạm này của Spotify AB với chương trình Người ấy là ai trên ứng dụng Spotify. Thời điểm phát hiện vi phạm của Spotify AB, Vie Channel không có bất kỳ thỏa thuận nào với Spotify AB về việc cấp phép cho Spotify AB hay cá nhân, tổ chức nào khác được quyền phát các bản ghi âm của chương trình Rap Việt và Người ấy là ai trên ứng dụng Spotify tại Việt Nam. Thế nhưng, Spotify AB đã có hành vi xâm phạm quyền bảo vệ sự toàn vẹn của tác phẩm khi dùng biện pháp kỹ thuật can thiệp vào bản ghi hình của 2 chương trình này.

## Giải thưởng và đề cử

### Năm 2018
- Giải vàng phim truyền hình cho Gạo Nếp Gạo Tẻ tại Liên hoan truyền hình toàn quốc lần thứ 38[14]
- Giải Mai Vàng cho Bộ phim truyền hình được yêu thích nhất: Gạo Nếp Gạo Tẻ[15]
- Giải Mai Vàng cho Bài hát được yêu thích nhất: Đi tìm tình yêu (Gạo Nếp Gạo Tẻ)[15]
- Đề cử Cánh Diều Vàng cho Phim truyện Truyền hình: Gạo Nếp Gạo Tẻ[16]

### Năm 2019
- Đề cử Mai Vàng cho Chương trình truyền hình được yêu thích nhất: Người Ấy Là Ai[17]
- Đề cử WeChoice Awards, hạng mục TV Show của năm: Người Ấy Là Ai

### Năm 2020
- Giải thưởng WeChoice Awards, hạng mục TV Show của năm: Siêu Trí Tuệ Việt Nam[18]

### Năm 2022
- Giải Mai Vàng cho Bộ phim truyền hình được yêu thích nhất: Giấc mơ của mẹ[19]
- Giải Mai Vàng cho Chương trình trên nền tảng số và truyền hình + Người dẫn chương trình truyền hình: Ngô Kiến Huy + Ca sĩ mặt nạ[19]
- Giải Bộ phim truyền hình được cộng đồng mạng yêu thích nhất (DAN Movie & TV Picks): Giấc mơ của mẹ[20]
- Giải Doanh nghiệp xuất sắc ngành Truyền thông - Giải trí tại Giải thưởng Kinh doanh xuất sắc châu Á 2022[21]

### Năm 2023
- Giải thưởng TikTok Awards, hạng mục Best of Entertainment[22]
- Giải thưởng YouTube Creators Carnival, hạng mục Financially[23]
- Giải thưởng Ngôi sao của năm, hạng mục Hiện tượng của năm (hạng mục Âm nhạc): Rap Việt[24]
- Giải thưởng WeChoice Awards, hạng mục TV Show của năm: Rap Việt[25]

### Năm 2024
- Đề cử Giải thưởng Cống Hiến, hạng mục Chuỗi chương trình của năm: Rap Việt[26]